# Charles Ross (skulptör)
Charles Ross, född 17 december 1937 i Philadelphia i Pennsylvania i USA, är en amerikansk skulptör och installationskonstnär.
Charles Ross studerade på University of California, Berkeley, där han 1960 tog en kandidatexamen i matematik samt 1962 en magisterexamen i skulptur. Han hade sin första separatutställning 1961 i Dilexi Gallery i San Francisco och var under 1960-talet lärare i skulptur på University of California, Berkeley, på Cornell Universitys School of Visual Arts i Ithaka i delstaten New York samt på Lehman College i New York. Han var 1964–1966 scenograf för och deltog i föreställnigarna av Anna Harplins (född 1920) dansverk Parades and Changesför "San Francisco Dancers Workshop", vilket framfördes i Kalifornien och på turné till Stockholm, Helsingfors och Warszawa. 
Han har blivit känd för installationer med ljus och för jordkonst. Han började på 1960-talet att i sina skulpturer använda prismor och gjorde 1980 sin första platsspecifika solspektrumsinstallation. Dessa färg- och ljusinstallationer har stora prismor monterade i fönster och skylights, vilka åstadkommer projicerade spektra i ett rum i en byggnad. 
Tre av hans sju målningar i serien Star Map Paintings från 1973–1974 visades på Venedigbiennalen 1986.
Hans fysiskt största verk är Star Axis, ett mycket stort jordkonstverk i öknen i New Mexico, som han skissade på 1971 och påbörjade 1976, och som sommaren 2020 enligt konstnärens uppgift var nära slutförande.
Han är gift med målaren och installationskonstnären Jill O'Bryan (född 1956). 

## Offentliga verk i urval
- 1985 Lines of Light, Rays of Color, byggnadskomplexet Plaza of the Americas, Dallas, Texas
- 1992 Solar spectrum i den av Moshe Safdie ritade byggnaden "The Class of 1959 Chapel" på Harvard Business School i Cambridge i Massachusetts i USA
- 1993 The Year of Solar Burns, golvinstallation med fotoetsningar i bron av 366 plankor, i Château d'Oiron i Orion i Loiredalen i Frankrike.
- 1996 Dwan Light Sanctuary på United World College of the American West i Montezuma i New Mexico (tillsammans med galleristen Virginia Dwan och arkitekten Laban Wingert). Där är 24 prismor installerade i två absider och fyra skylights, så att det finns spektra projicerade i lokalerna varje dag från gryning till skymning.
- 1999 Spectrum 12, Saitama University utanför Tokyo i Japan (tillsammans med arkitekten Riken Yamamoto)
- 2004 Spectrum 8, i National Museum of the American Indian i Washington DC i USA
- 2004 Conversations with the Sun, Meijiuniversitetet, Tokyo
- 2018 Spectrum Chamber, Museum of Old and New Art, Hobart, Tasmanien, Australien